# Russell megye (Kentucky)
Russell megye az Amerikai Egyesült Államokban, azon belül Kentucky államban található. Megyeszékhelye Jamestown, legnagyobb városa Russell Springs. Lakosainak száma 17 991 fő (2020. április 1.). Russell megye Adair, Cumberland, Clinton, Wayne, Pulaski és Casey megyékkel határos.

## Népesség
A megye népességének változása:
| Lakosok száma | 17 551 | 17 661 | 17 585 | 17 752 | 17 662 | 17 991 |
|               | 2010   | 2011   | 2012   | 2013   | 2015   | 2020   |